# Gräberfeld von Verdal

Lage

Das eisenzeitliche Gräberfeld von Verdal liegt, verteilt über drei Bauernhöfe, in Verdal bei Trondheim im Fylke Trøndelag in Norwegen.
Die Bauernhöfe Verdal Nord, Ost und Süd waren einmal ein großer Herrensitz, der später aufgeteilt wurde. Die Höfe liegen auf einem langen Grat. Ein Weg, der von Nord nach Süd durch den Bereich führt, beginnt bei Verdal Nord und führt auch zu den beiden etwa 2,0 m hohen Bautasteinen in Hommeldalen (auch Verdal Nord) und dem etwa vier Meter hohen Bautastein von Bossnes. Das Gräberfeld besteht vor allem aus großflächig verteilten Grabhügeln. 

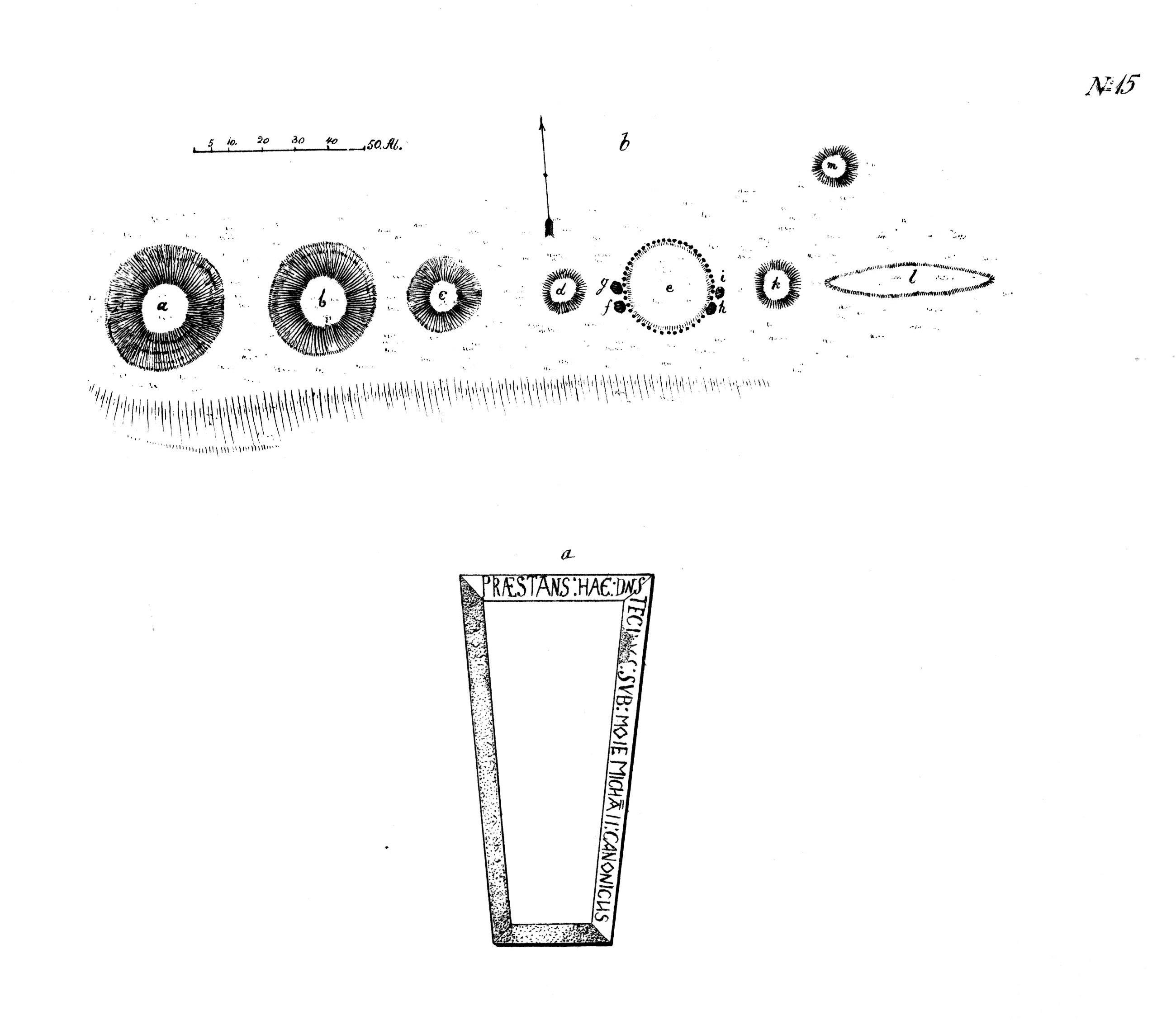
Gräberfeld von Verdal 1823

Im Garten des Haupthauses von Verdal Nord, befindet sich mittig zwischen dem Haupthaus und der Scheune ein etwa 2,0 m hoher Rundhügel. Es hat etwa 18,0 Meter Durchmesser. 
Zwischen Verdal Nord und Verdal Ost liegt ein Gräberfeld aus etwa 10 Rundhügel in einer umzäunten Weide. Sie sind 0,5 bis 1,0 Meter hoch und variieren im Durchmesser  von 8,0 bis 12,0 Metern. Einige haben um die Ränder kleine Gräben.
In Verdal Ost gibt es vier große Rundhügel um den Hof. Einer ist etwa 2,5 m hoch und hat über 25,0 m Durchmesser. Die anderen drei sind 1,0–2,0 Meter hoch und haben Durchmesser zwischen 15,0 und 18,0 Metern. Zwei liegen so nah am Haupthaus, dass sie die Mauer berühren. Im Garten des zweiten Herrenhauses von Verdal Ost steht zwischen größeren Bäumen ein Bautastein. Es ist vor Jahren in zwei Stücke zerbrochen. Das abgebrochene Stück liegt daneben. Beide sind etwa 2,0 Meter lang und 30–40 cm breit, so dass der Stein ursprünglich etwa 4,0 Meter hoch war.
In Verdal Süd liegt ein großer, flacher Grabhügel. Er hat über 20,0 Meter Durchmesser ist aber nur 0,5 Meter hoch. Ein etwa 0,6 m hoher spitzer Menhir von 30 bis 40 cm Breite steht auf dem Hügel neben einem Fahnenmast. 
Das Gebiet hat viele Denkmäler, vor allem Rundügeln.